# Pseudosimnia carnea
Pseudosimnia carnea é uma espécie de molusco pertencente à família Ovulidae.
A autoridade científica da espécie é Poiret, tendo sido descrita no ano de 1789.
Trata-se de uma espécie presente no território português, incluindo a zona económica exclusiva.